# Havardia
Genre
Havardia est un genre de plantes à fleurs dicotylédones de la famille des Fabaceae, sous-famille des Mimosoideae, originaire d'Amérique, qui comprend sept espèces acceptées.

## Liste d'espèces
Selon The Plant List (15 octobre 2018) :
- Havardia albicans (Kunth) Britton & Rose
- Havardia campylacantha (L. Rico & M. Sousa) Barneby & J.W. Grimes
- Havardia campylacanthus (L.Rico & M.Sousa) Barneby & J.
- Havardia leiocalyx (Standl.) Britton & Rose
- Havardia mexicana (Rose) Britton & Rose
- Havardia pallens (Benth.) Britton & Rose
- Havardia sonorae (S.Watson) Britton & Rose